# Micarea nowakii
Micarea nowakii är en lavart som beskrevs av Paweł Czarnota och Brian John Coppins. 
Micarea nowakii ingår i släktet Micarea och familjen Pilocarpaceae. Arten är reproducerande i Sverige.